# Anna Paues

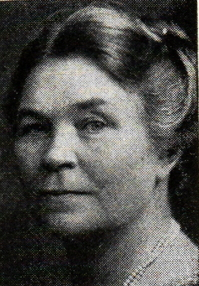
Anna Paues

Anna Carolina Paues (geboren am 2. September 1867 in Acklinga socken, Skaraborgs län; gestorben am 2. September 1945 in Stockholm) war eine schwedische Anglistin, Philologin und Manuskriptforscherin, die überwiegend in England tätig war.

## Leben
Paues war eine Tochter des Fahnenjunkers Johan Wilhelm Paues (1837–1920) und dessen Frau Gustava Andersson, sowie eine Nichte des ebenfalls im Militär dienenden Adolf Fredrik Paues (1839–1894). Sie war eine ältere Schwester des Ingenieurs und Diplomaten Johan Theodor Paues (19. April 1876 – 3. Mai 1942) und des Industriellen Erik Waldemar Paues (5. November 1879 – 6. Januar 1952). Sie schrieb sich 1886 für ein Studium der Germanistik und der Nordischen Philologie an der Universität in Stockholm ein. Nach privaten Studienaufenthalten in Italien und England legte sie 1897 ihr Tripos am Newnham College der University of Cambridge ab. Anschließend setzte sie ihr Studium bis 1899 in Heidelberg fort. 1901 wurde sie Lizenziatin in Uppsala und wurde 1902 dort zum Doktor der Philosophie promoviert. In diesem Jahr wurde sie zudem Fellow am Newnham College, wo sie von 1906 bis 1927 als Dozentin (Staff-Lecturer) für Germanistik tätig war. An der Universität Cambridge fungierte sie von 1908 bis 1927 als Prüferin für Altenglisch und hielt von 1926 bis 1936 Vorlesungen in Schwedisch. Von 1916 bis 1919 arbeitete sie zudem als Prüferin für Englisch an der Universität Leeds. 1934 erhielt sie den Titel als Professorin.
Paues befasste sich überwiegend mit der Erforschung von alten Handschriften. Sie und ihre Schüler gaben zahlreiche bisher unveröffentlichte Manuskripte heraus. Sie galt als Expertin für ältere englische Bibel- und Predigtliteratur. Ihre wissenschaftlichen Artikel veröffentlichte sie zumeist in Zeitschriften. Paues verfasste auch Beiträge für die Encyclopædia Britannica, so beispielsweise gemeinsam mit Herbert Hensley Henson zur englischen Bibel oder 1902 A 14th Century English Biblical Version für die Cambridge History of English Literature. Bei ihren Forschungen widmete sie sich auch der älteren englischen Aussprache, mit der Philologie von Geoffrey Chaucer, mit der Runologie und der Geschichte der Schrift. Sie war von 1934 bis 1938 Präsidentin der Skandinavischen Gesellschaft der Universität Cambridge und blieb ledig.

## Auszeichnungen (Auswahl)
- 1898–1900: Marion-Kennedy-Stipendiat
- 1902: Reisestipendium des Fredrika-Bremer-Förbundet[5]
- 1922: Illis quorum

## Schriften (Auswahl)
Ihrer Entdeckungen und Untersuchungen der älteren englischen Bibel- und Homilialliteratur wurden in Textausgaben und Studien ihrer Schüler veröffentlicht, darunter The Pauline epistles, The gospel harmony of the life of Jesus, The Lollard Bible. Ein von ihr neu entdecktes Manuskript der mittelenglischen Nonnenregel Ancren Riwle (Poema morale) gab ein schwedischer Philologe heraus.
- Engelska namn i vår almanack. In: Språk och stil : tidskrift för nysvensk språkforskning. 1. Jahrgang, Nr. 2, Stockholm 1901, S. 136–144 (schwedisch, runeberg.org).
- A Fourteenth Century English Biblical Version. Cambridge University Press, Cambridge 1904 (englisch, archive.org – Hochschulschrift, Nachdruck 1974, ISBN 0-404-56528-X).
- A newly discovered manuscript of the Poema morale. In: Anglia – Zeitschrift für englische Philologie. Band 30, ISSN 1865-8938, 1907, doi:10.1515/angl.1907.1907.30.217, S. 217–237.
- Runes and manuscripts. In: Cambridge History of English Literature. Band 1: From the beginnings to the cycles of romance. Cambridge University Press, Cambridge 1907, S. 7–18 (englisch, Textarchiv – Internet Archive – Leseprobe, Nachdruck 1967).
- The name of the letter Ȝ [g]. In: Modern Language Review. Band 6, Nr. 4, Oktober 1911, JSTOR:3713278, S. 441–454 (englisch).
- (Hrsg.): A Bibliography of English Language and Literature. 5 Bände, 1921–1925.